# Pé de Elefante
O Pé de Elefante é o nome concedido a uma grande massa de corium, material semelhante à lava criado no núcleo de um reator nuclear após um acidente, formada logo após o desastre de Chernobil. Atualmente, está enterrado em um corredor de distribuição de vapor sob o reator, sendo ainda hoje mortalmente radioativo. 

## Origem
O Pé de Elefante é uma grande massa negra de corium com várias camadas formada em abril de 1986 e descoberta em dezembro daquele ano. É assim chamada por possuir aparência enrugada, o que remonta a um pé de elefante. Encontra-se sob a sala 217, do reator Número 4 de Chernobil.

## Composição
O Pé de Elefante é composto principalmente por dióxido de silício, com traços de urânio. A massa é bastante homogênea, embora o silicato despolimerizado possa conter grãos cristalizados de zirconita não distendidos, o que sugere uma taxa de cristalização moderada. Enquanto dendritos de dióxido de urânio se desenvolveram rapidamente graças às altas temperaturas dentro do material, a zirconita começa a se cristalizar durante o lento processo de resfriamento do material. Por volta de junho de 1998, as camadas exteriores começaram a virar pó, rachando a massa.

## Letalidade
Quando descoberto, por volta de oito meses após ser formado, a radiação captada em seu entorno era de aproximadamente 10000 Roentgens (equivalente a 100 Grays por hora), emitindo uma dose letal mediana de radiação (4,5 grays) em menos de três minutos. Desde então, a intensidade de sua radiação vem diminuindo, permitindo que Artur Kornayev se aproximasse para tirar fotos do material radioativo em 1996, enquanto trabalhava como vice-diretor do Novo Projeto de Confinamento.